# Oostkust van de Verenigde Staten

Situering van de East Coast in de Verenigde Staten. Er wordt hier een onderscheid gemaakt tussen de noordoostelijke en zuidoostelijke staten.

De oostkust van de Verenigde Staten (Engels: East Coast, Eastern Seaboard of Atlantic Seaboard) is een term voor de meest oostelijk gelegen staten van de Verenigde Staten, aan de Atlantische Oceaan. Staten die aan de Atlantische Oceaan liggen, zijn van noord naar zuid Maine, New Hampshire, Massachusetts, Rhode Island, Connecticut, New York, New Jersey, Delaware, Maryland, Virginia, North Carolina, South Carolina, Georgia en Florida. Vermont en Pennsylvania, die niet aan de zee liggen, worden meestal toch tot de oostkust gerekend.
In het dagelijkse taalgebruik slaat de East Coast meestal op de noordelijke helft. In dat geval loopt de oostkust van Maine tot aan Washington D.C., met inbegrip van de grote steden Boston, New York, Philadelphia, Baltimore en Washington.
In de Verenigde Staten is er behalve van de oostkust ook sprake van de westkust en de Golfkust.